# 25750 Miwnay
25750 Miwnay è un asteroide della fascia principale. Scoperto nel 2000, presenta un'orbita caratterizzata da un semiasse maggiore pari a 2,9882129 UA e da un'eccentricità di 0,1559877, inclinata di 10,47534° rispetto all'eclittica.